# Чемпионат мира по волейболу среди женщин 2018 — квалификация (Южная Америка)
Квалификация (отборочный турнир) 18-го чемпионата мира по волейболу среди женщин среди стран-членов Южноамериканской конфедерации волейбола (СSV) прошла в период с 15 августа по 15 октября 2017 года. Предварительные заявки на участие поступили от 8 стран. После отказа Парагвая число участвующих команд сократилось до 7. Были разыграны 2 путёвки на чемпионат мира, которые получили Бразилия и Аргентина.

## Команды-участницы
| - Аргентина - Бразилия - Венесуэла - Колумбия | - Перу - Уругвай - Чили |

От участия отказался  Парагвай.

## Формула соревнований
Южноамериканская квалификация предусматривает два этапа отбора. В качестве первого использован чемпионат Южной Америки 2017, победитель которого напрямую вышел в финальную часть чемпионата мира. Другие команды провели квалификационный турнир и разыграли оставшуюся путёвку на мировое первенство.

## Чемпионат Южной Америки
Чемпионат Южной Америки по волейболу среди женщин 2017 прошёл с 15 по 19 августа в Колумбии. По его итогам путёвку на чемпионат мира получил победитель — сборная Бразилии.

### Итоговое положение команд
| 1. Бразилия  |
| 2. Колумбия  |
| 3. Перу      |
| 4. Аргентина |
| 5. Венесуэла |
| 6. Чили      |

## Квалификация
Квалификационный турнир прошёл с 13 по 15 октября 2017 года в Арекипе (Перу). Первоначально в турнире должны были принять участие команды, занявшие на чемпионате Южной Америки места со 2-го по 5-е (Колумбия, Перу, Аргентина, Венесуэла), но после отказа Венесуэлы, а затем и Чили (6-е место на южноамериканском первенстве), вакантное место было предоставлено Уругваю.
| М | Команда   | 1   | 2   | 3   | 4   | И | В | П | С/П | О |
| - | --------- | --- | --- | --- | --- | - | - | - | --- | - |
| 1 | Аргентина |     | 3:0 | 3:1 | 3:0 | 3 | 3 | 0 | 9:1 | 9 |
| 2 | Колумбия  | 0:3 |     | 3:0 | 3:0 | 3 | 2 | 1 | 6:3 | 6 |
| 3 | Перу      | 1:3 | 0:3 |     | 3:0 | 3 | 1 | 2 | 4:6 | 3 |
| 3 | Уругвай   | 0:3 | 1:3 | 0:3 |     | 3 | 0 | 3 | 1:9 | 0 |

11 октября
Аргентина — Колумбия 3:0 (25:21, 25:19, 25:19); Перу — Уругвай 3:0 (25:14, 25:23, 25:15).
12 октября
Аргентина — Уругвай 3:0 (25:12, 25:14, 25:11); Колумбия — Перу 3:0 (25:23, 25:21, 25:20).
13 октября
Колумбия — Уругвай 3:0 (25:10, 25:10, 25:11); Аргентина — Перу 3:1 (25:22, 25:20, 18:25, 25:16).

## Итоги
По итогам двух этапов квалификации путёвки на чемпионат мира 2018 получили сборные Бразилии и Аргентины.